# Symphurus civitatium
 Symphurus civitatium és un peix teleosti de la família dels cinoglòssids i de l'ordre dels pleuronectiformes que viu a l'Atlàntic occidental (des de Carolina del Nord fins a Texas) en bàdies i aigües poc pregones.